# Vallée du haut fleuve Connecticut

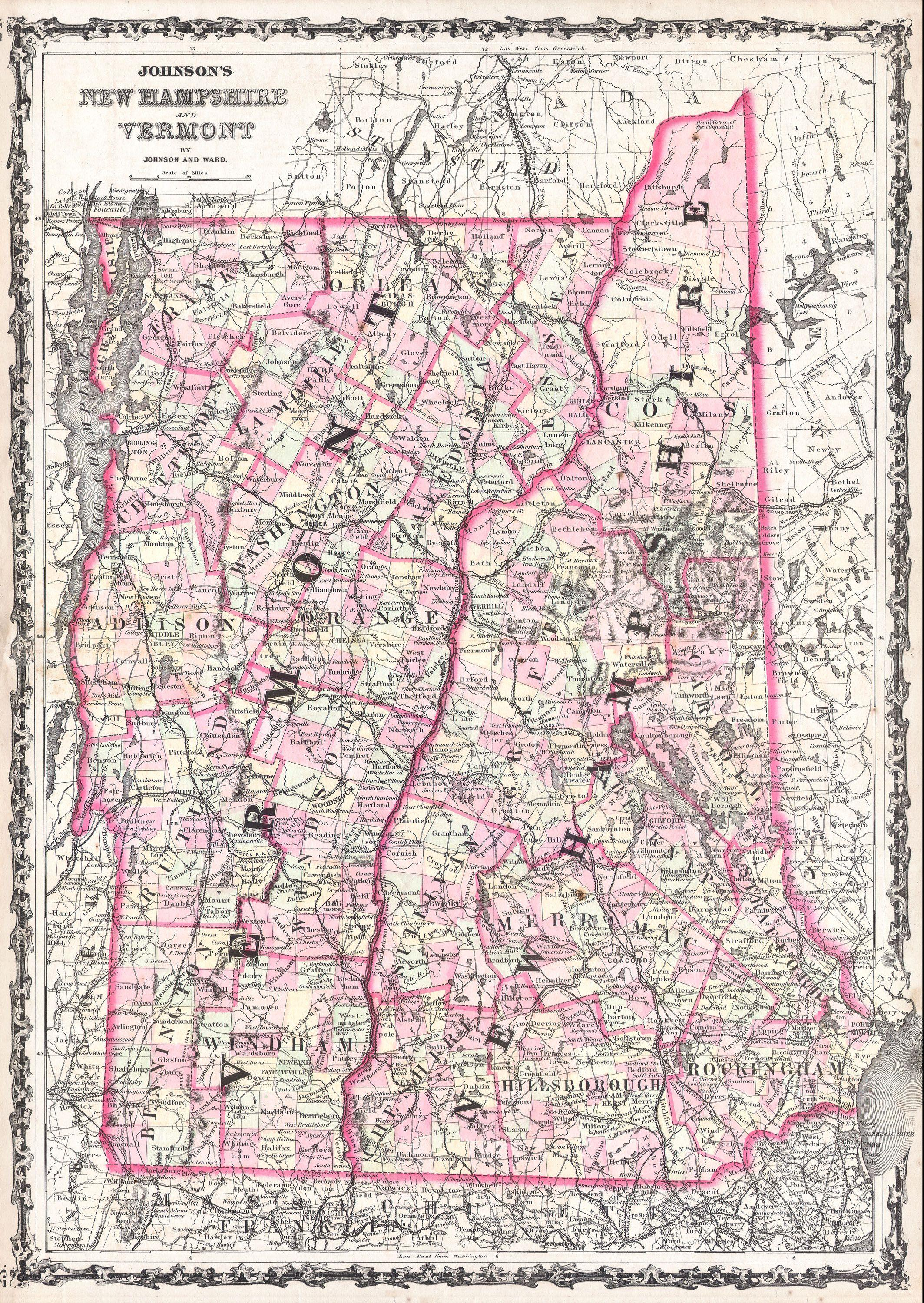
carte de 1861 de Johnson du Vermont et du New Hampshire - Geographicus - VTNH-j-62

La vallée du haut fleuve Connecticut est une vallée dont le principal cours d'eau prend sa source dans les montagnes du comté de Coös dans New Hampshire (États-Unis) depuis le quatrième lac Connecticut, un petit étang situé dans la municipalité de Pittsburg à environ 270 m au sud de la frontière américano-canadienne.

## Géographie
Prenant sa source dans le quatrième lac Connecticut à une altitude de 814 m, le fleuve Connecticut traverse les trois lacs Connecticut et le Lac de barrage Francis, créé par le barrage Murphy construit en 1940, s'écoulent sur 23 km, dans la région de la ville de Pittsburg (New Hampshire), et est rejointe par de nombreux affluents, dont la Rivière Halls (Québec-New Hampshire), la rivière Indian Sream, avant de élargir et couler dans une vallée fertile qui sert de frontière entre le New Hampshire et le Vermont avant d'atteindre l'état du Massachusetts. Le Connecticut descend 760 m d'altitude en serpentant vers le sud jusqu'à la frontière du Massachusetts; à cet endroit il se trouve à 58 m au-dessus de niveau de la mer. La région le long de la rivière en amont et en aval de Lebanon (New Hampshire) et White River Junction (Vermont), est connue localement comme le « haute vallée ». La définition exacte de la région varie, mais elle est généralement considérée s'étendent au sud à Windsor, Vermont et Cornish, New Hampshire.

## Histoire

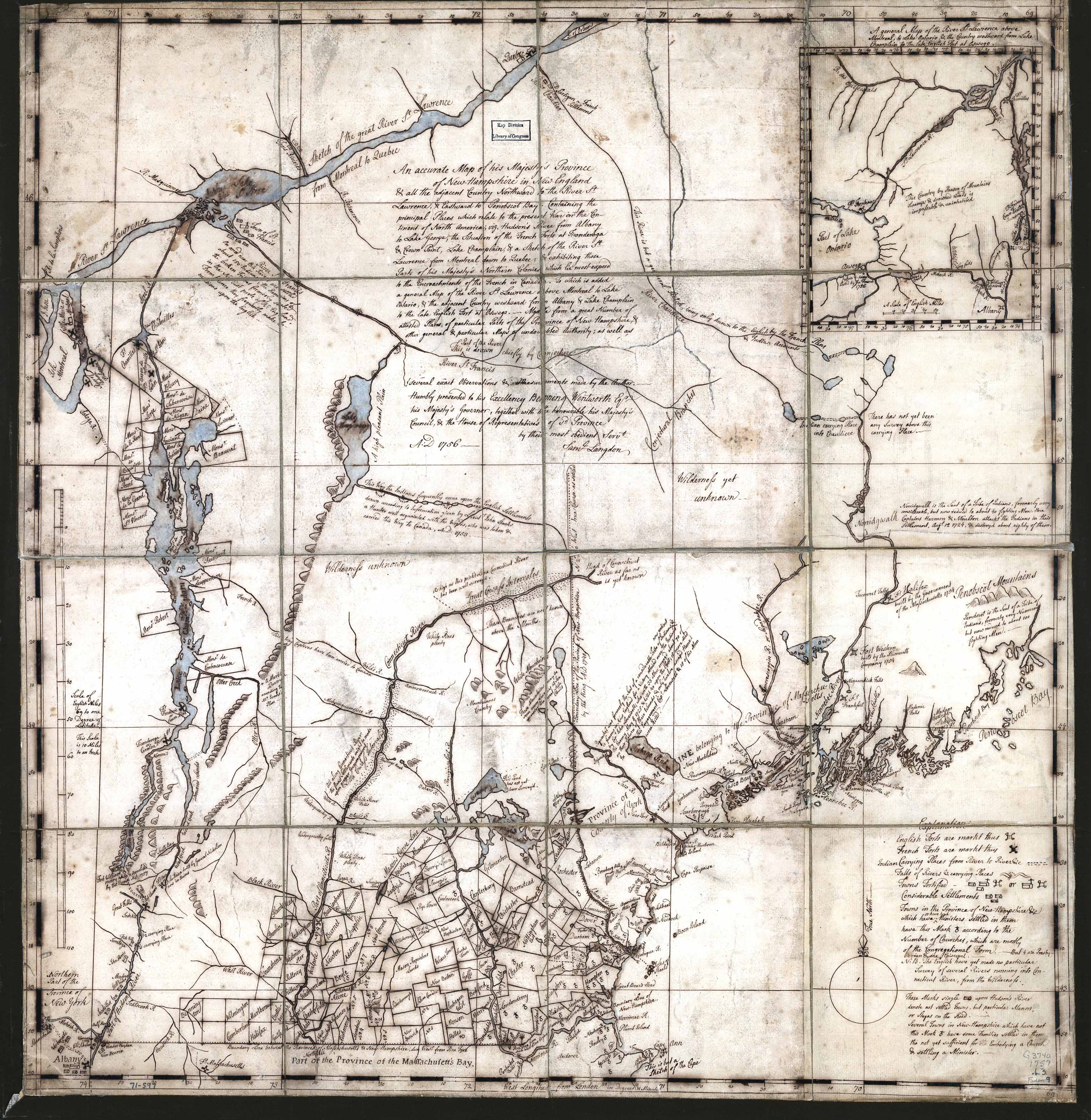
carte de 1756 Blanchard&Langdon 1m

Avant le début de l'exploration néerlandaise en 1614, de nombreuses tribus autochtones vivaient le long de la vallée fertile du haut fleuve Connecticut. Avec un territoire qui s'étend approximativement à partir de la frontière nord du Massachusetts, et en remontant vers les Montagnes Blanches du New Hampshire à l'est, et les Montagnes Vertes du Vermont à l'ouest, les Abénaquis de l'Ouest connurent des désaccords entre les colons et autres tribus autochtones, particulièrement ceux qui vivaient près de la côte Atlantique. Dans les régions plus au nord de la vallée du fleuve Connecticut, la tribu des Abénaquis de l'Ouest (Sokoki) vivait dans la région des montagnes vertes du Vermont, mais passait l'hiver plus au sud, dans le Massachusetts. Plus tard, ils ont fusionné avec les membres d'autres tribus d'Algonquin déplacés par les guerres et les famines qui ont accompagné la colonisation européenne de la vallée du fleuve Connecticut.

## Guerres intercoloniales

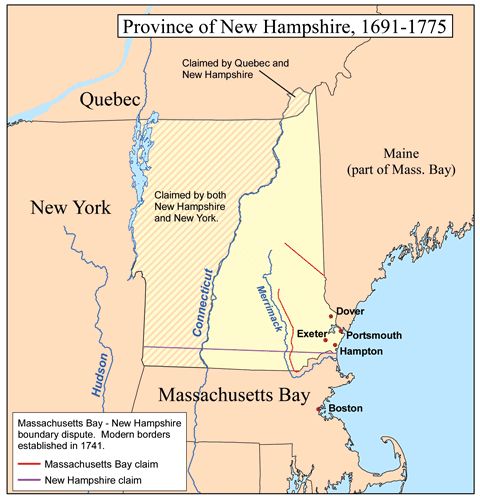
Nhcolony

Cette région fut très active durant les guerres intercoloniales entre la Nouvelle-France et les Colonies Britanniques d'Amérique du Nord. La vallée du fleuve Connecticut était une voie souvent utilisée par les Amérindiens pour faire le trajet via le lac Memphrémagog entre Odanak en passant par la rivière Clyde et la rivière Nulhegan qui permettaient de rejoindre la région de Coös un de leurs anciens villages et leurs terrains ancestraux dans les environs.  Plus au sud, après le raid contre Deerfield qui eut lieu en 1704, deux forts furent construits quelques années plus tard afin de sécuriser les villages. Charlemont a été colonisée pour la première fois par Moses Rice (1694-1755) qui a acheté le 23 avril 1743, 2300 acres (8,9 km2), qui avaient été précédemment désignés comme le canton numéro 1 de Boston en 1735. La ville était située près du nord  de la frontière à l'époque, et a été l'objet de plusieurs raids par les Amérindiens. Le Fort Dummer, fut construit en 1724 et le Fort no 4 en 1740. En 1741, Benning Wentworth devient gouverneur du New Hampshire; il est aussi nommé arpenteur général du roi. Benning Wentworth a été autorisé par la Couronne à accorder des titres de terres inoccupées et en 1749, il a commencé à faire des concessions dans ce qui est aujourd'hui le sud du Vermont. Il s'enrichit par un système ingénieux de ventes de terres aux développeurs en dépit des revendications de la Province de New York. Il octroie des terres jusqu'à un comté qu'il appelle Bennington où est située la ville de Bennington à environ 50 km du fleuve Hudson. La Province du New Hampshire s'étend donc à l'est et à l'ouest du fleuve Connecticut. Le conflit entre la Province de New York et le New Hampshire à cause des concessions du New Hampshire ou (New Hampshire Grants) donne naissance aux Green Mountain Boys, dont fait partie Ethan Allen, basés à la taverne à Bennington qui intimident les colons de la province de New York. Avant la guerre de Sept Ans, la limite nord de la Nouvelle-Angleterre était définie approximativement par le Fort no 4, qui était situé à quelques kilomètres au nord de la colonie du Massachusetts, et un avant-poste sans garnison, le Fort Wentworth fut aussi construit plus au nord en 1755. Le Fort Dummer, (aujourd'hui Battleboro Vermont), fut construit à l'ouest du fleuve Connecticut; puis le long de la frontière nord du Massachusetts plusieurs autres forts et fortins militaires furent construits en continuant vers l'ouest, le Fort Shirley (1744), le Fort Pelham (1745) et le Fort Massachusetts (1745) près de la rivière Hoosic, où a eu lieu le siège de Fort Massachusetts. Le Fort Edward définissait la limite nord de la colonie de New York. À cette époque, le général Jeffrey Amherst a  ordonné la construction d'une route à partir de Crown Point (New York), situé sur les rives du lac Champlain au nord d'Albany (New York). Par conséquent, le capitaine John Stark et une compagnie de Rangers, ainsi que le Régiment du colonel Goffe, construisirent la route militaire de Crown Point jusqu'au fort no 4. Cette route, longue de 124,7 km, parsemée de nombreux fortins militaires le long de son itinéraire servait à protéger les approvisionnements et les voyageurs à travers la nature hostile qui deviendra plus tard le Vermont. Durant la guerre de Sept Ans la région fut active : entre autres le raid de Robert Rogers sur Odanak en 1759 et la formation des Green Mountain Boys en 1760.

## Révolution Américaine
Au début de la Révolution américaine le front du nord fut défendu par des miliciens et des alliés abenaquis venus d'odanak commandés par Timothy Bedel basés à Coös; le général Philip Schuyler et le Marquis de La Fayette étaient d'accord pour que quelques fortifications soient construites, mais la défense devraient être assurée par des miliciens. Les miliciens ont mené plusieurs opérations de protections et d'éclaireurs près de la frontière et à l’intérieur du Canada. Le 23 avril 1775, John Stark, qui avait été lieutenant en second de Robert Rogers, a accepté une commission de colonel de la milice de New Hampshire. Moses Hazen fut aussi commandant dans cette région. Lors de la planification de l'expédition de Benedict Arnold; il fut envisagé de passer par les sources du fleuve Connecticut, la Rivière au Saumon et la Rivière Saint-François jusqu'au Lac Saint-Pierre; mais Arnold aurait eu encore 160 km à parcourir avant d'arriver à Québec. La route Chaudière-Kennebec fut donc choisie.

## Municipalités régionales de comté adjacents
- Coaticook (municipalité régionale de comté), Québec (nord)
- Le Haut-Saint-François, Québec (nord)
- Le Granit, Québec (nord)

## Sites extérieurs
- (en) « The ranger service in the upper valley of the connecticut, and the most northerly regiment of the new hampshire militia in the period of the… », sur Internet Archive (consulté le 1er octobre 2023)
- http://www.weather.gov/images/nerfc/gallery/UprCT_webmap.jpg
- http://libarchive.dartmouth.edu/cdm/ref/collection/gsmaps/id/1265